# Indigofera nivea
Indigofera nivea är en ärtväxtart som beskrevs av René Viguier. Indigofera nivea ingår i släktet indigosläktet, och familjen ärtväxter. Inga underarter finns listade i Catalogue of Life.